# Staphylinochrous euryphaea
Staphylinochrous euryphaea és una espècie de lepidòpter zigenoïdeu de la família dels himantoptèrids (Himantopteridae), subfamília Anomoeotinae.
Es pot trobar al Camerun i Ghana.